# Zespół de Quervaina
Zespół de Quervaina (ang. de Quervain syndrome) – choroba z grupy entezopatii.
Istotą choroby jest zapalenie pochewki ścięgnistej pierwszego przedziału prostowników, który zawiera ścięgna mięśnia odwodziciela długiego i prostownika krótkiego kciuka.
Przyczyną zapalenia są sumujące się urazy i przeciążenia wymienionych wyżej ścięgien z powodu wykonywania zajęć sportowych i czynności zawodowych, w których powtarza się mocny chwyt, połączony z odwiedzeniem ręki.
W związku ze zmianą amplitudy kierunków działania mięśni, przy określonych ruchach ręki i kciuka, dochodzi do konfliktu ścięgien i pochewek ścięgnistych z otaczającymi tkankami. Upośledzenie poślizgu ścięgien w obrębie pochewki może być spowodowane także zmianami kostnymi w obrębie dalszej nasady kości promieniowej.
Przewlekle drażniona pochewka reaguje przekrwieniem, obrzękiem i wysiękiem, a później włóknieniem, doprowadzającym do pogrubienia ścian i trwałego zwężenia jej światła. 
Na pierwsze miejsce wysuwają się bóle okolicy wyrostka rylcowatego kości promieniowej, występujące przy ruchach kciuka, przywodzeniu ręki i mocnym uchwycie. Bóle nierzadko promieniują w kierunku kciuka oraz przedramienia i uniemożliwiają wykonywanie podstawowych czynności życiowych, sportowych i zawodowych. 
Zwykle stwierdza się obrzęk, powiększający obrysy obwodowej nasady przedramienia w okolicy wyrostka rylcowatego kości promieniowej. Ścięgna są napięte, pochewka wyraźnie pogrubiała. Ciągłe drażnienie okostnej wyrostka rylcowatego może spowodować jego pogrubienie. 
Niekiedy dochodzi do przeskakiwania ścięgien ponad wyrostkiem. Znacznie zaawansowana stenoza pochewki może doprowadzić do tzw. strzelającego ścięgna. Ból uciskowy występuje na powierzchni bocznej kości promieniowej około 1 cm powyżej wyrostka rylcowatego.
Pomocne w rozpoznawaniu są:
- test von Finkelsteina - kciuk chorego układa się na jego dłoni i następnie nad nim zamyka pozostałe palce w pięść. Czynna lub bierna ulnaryzacja ręki (odwrócenie w  stronę kości łokciowej) wywołuje ból.

Ponieważ test ten bywa niekiedy bolesny nawet dla ręki zdrowej, Muckart zaleca jego modyfikację - przycisnąć jedynie kciuk do wskaziciela i wykonać ulnaryzację ręki.
Czynny ruch wyprostu i odwiedzenia kciuka wobec oporu także połączony jest z bólem.
Leczenie zachowawcze przynosi pożytek jedynie w początkowym stadium choroby. Najważniejsze jest unieruchomienie w opatrunku obejmującym przedramię i sięgającym do głów II - V kości śródręcza. Kciuk winien być unieruchomiony łącznie ze stawem międzypaliczkowym (unieruchomienie powinno trwać do ustąpienia objawów zapalnych w obrębie pochewki). Miejscowo i ogólnie można stosować leki przeciwzapalne oraz kortykosteroidy, we wstrzyknięciach lub na drodze jonoforezy. Dodatkowo stosuje się fizykoterapię.
Przy braku efektów leczenia zachowawczego można wykonać operacyjne nacięcie pochewki, co prowadzi do całkowitego wyleczenia.